# Christoffer Rambo
Christoffer Rambo (født 18. november 1989) er en norsk håndboldspiller. Han spiller i BM Valladolid i den spanske håndboldliga Liga ASOBAL og på det norske landshold . Han har tidligere spillet for Sandefjord TIF og IL Runar.
Rambo fik sin landholdsdebut ved VM i 2009, Han er venstrehåndet højreback. Han scorede sit første landsholdsmål i kampen om niendepladsen mod Slovakiet.